# ヒカシュー・スーパー2
『ヒカシュー・スーパー2』は、ヒカシューの2枚目のベスト・アルバム。2014年6月4日にBRIDGE-INCより発売。
1981年から2000年までの未CD化音源、未発表曲、未発表のライブ・バージョンの曲が主に収録され、シリーズ1作目である『ヒカシュー・スーパー』（1981年）から33年ぶりの続編である。ジャケットはiwahによるヒカシューのメンバーや元メンバーの写真。

## 楽曲解説
特記事項がない限り、この項目の出典はヒカシュー・スーパーのライナーノーツ。
超・少年
- ニッポン放送の連続ラジオドラマの主題歌として制作。
- 巻上公一がベースを担当した最後の曲である。

私はバカになりたい
- 蛭子能収による同名漫画から着想を得た曲。
- 当時新メンバーであり、ヒカシューの現メンバーである坂出雅海がデビューした曲である。
- EPでは収録されていない部分が収録されている。

PIKE<英語バージョン>
- 1980年、ジョイパックフィルムが配給したカナダ映画「チェンジリング」に使用するため、英語化したバージョンである。

放射能
- クラフトワークのカバー。
- ミュージック・ノン・ストップ～ア・トリビュート・トゥ・クラフトワークのために1998年に録音された。

筋肉とフルーツ
- 筒井康隆原作、内藤誠監督の映画「俗物図鑑」のテーマ曲。
- マスター紛失のため、新しく録音し直された。

新しい部族<シングルバージョン>
- 「うわさの人類」に収録されているものとは微妙に異なる。
- 村上春樹原作、大森一樹監督の映画「風の歌を聴け」の劇伴として使用された。

十番街の殺人
テルスター
- 上記の二曲は、ザ・ベンチャーズとヒカシューが共演した1980年8月13日の渋谷公会堂でのライブ音源。

20世紀の終わりに<ダクソフォンバージョン>
- 2000年に企画された トリビュート・トゥ・ヒカシュー 「20世紀の終りに」のために録音された。

オボポイ
- 1990年6月28日にハンガリーの首都ブダペストのスタジオで録音された曲。
- ジプシージャズの一家との共演で、録音前に踊るなどサービスしすぎて、一曲で疲れ果てたため、この一曲しか録音できず、以後24年間収録されなかった。

## 収録曲
1. 超・少年
  - 作詞:巻上公一／作曲:海琳正道／編曲:ヒカシュー
2. 私はバカになりたい
  - 作詞:巻上公一／作曲:海琳正道／編曲:ヒカシュー
3. PIKE<英語バージョン>
  - 作詞:巻上公一／作曲:山下康／編曲:ヒカシュー
4. 放射能
  - 日本語詞:巻上公一／作詞:エーミール・シュルト
  - 作曲:ラルフ・ヒュッター/フローリアン・シュナイダー
5. 筋肉とフルーツ
  - 作詞:巻上公一／作曲:海琳正道／編曲:ヒカシュー
6. 新しい部族<シングルバージョン>
  - 作詞:巻上公一／作曲:海琳正道／編曲:ヒカシュー
7. 超・少年<インストゥルメンタル>
8. 十番街の殺人(inst)
  - 作曲:リチャード・ロジャース／編曲:ザ・ベンチャーズ
9. テルスター(inst)
  - 作曲:ジョー・ミーク／編曲:ザ・ベンチャーズ
10. 20世紀の終わりに<ダクソフォンバージョン>
  - 作詞・作曲:巻上公一／編曲:内藤和久
11. オボポイ
  - 作詞:巻上公一／坂出雅海／つの犬／Balogh B éla Jr.
12. 私はバカになりたい<インストゥルメンタル>

## 参加ミュージシャン
ヒカシュー
- 巻上公一 -ボーカル(#7,8,9,12以外)、エレクトリックベース(#1,5,6,8,9)、テルミン/口琴(#4)、尺八(#5)
- 三田超人(海琳正道) -ギター(#10,11)、エレクトリック・シタール(#3)
- 戸辺哲 -サクソフォーン(#1,2,3,6,7,8,9)
- 井上誠 -シンセサイザー(#4,10,11以外)、メロトロン(#5)
- 山下康 -ピアノ(#1,7)、シンセベース(#3)、ローズピアノ(#6,8,9)
- 泉水敏郞 -ドラムス(#1,6,7)
- 坂出雅海 -ボーカル(#11)、エレクトリックベース(#2,4,5,10,12)
- 野本和浩 -サクソフォーン(#2,4,12)、フルート(#2,12)
- 吉森誠 -ピアノ、シンセサイザー(#4)
- 新井田耕造 -ドラムス(#4)
- 清水一登 -ピアノ、シンセサイザー(#5)
- つの犬 -ドラムス(#11)

ザ・ベンチャーズ(#8,9)
- ドン・ウィルソン -リズムギター
- ボブ・ボーグル -エレクトリックベース
- ノーキー・エドワーズ -リードギター
- メル・テイラー -ドラムス

その他
- EVE -コーラス(#1)
- 友田慎吾 -ドラムス(#2,12)
- 上野耕路 -ピアノ(#2,12)
- 高木利夫 -ドラムス(#3)
- 加藤和彦 -ギター(#8,9)
- 近田春夫 -キーボード(#8,9)
- 内藤和久 -ダクソフォン(#10)
- アントン・ブリューヒン -口琴、電動口琴[1](#10)
- 芳垣安洋 -コンガ(#10)
- Balogh Béla -ボーカル(#11)
- Balogh Béla Jr. -ボーカル(#11)
- Balogh Dániel -ボーカル、ギター(#11)
- Balogh Katalin -ボーカル(#11)